# Agatha Christie
Agatha Mary Clarissa Christie, Lady Mallowan DBE, född Miller den 15 september 1890 i Torquay, Devon, död 12 januari 1976 i Winterbrook nära Wallingford, Oxfordshire, var en brittisk författare. Hon är känd för sina 66 detektivromaner och 14 novellsamlingar, särskilt de som kretsar kring hennes fiktiva detektiver Hercule Poirot och Miss Marple. Christie har också skrivit den pjäs som innehar världsrekord för att ha spelats under längst tid, Råttfällan, samt under pseudonymen Mary Westmacott även sex kärleksromaner. År 1971 utnämndes hon till Dame av den Brittiska imperieorden (DBE) för sina bidrag till litteraturen.
Agatha Christie föddes in i en förmögen familj i övre medelklassen i Torquay. Innan hon gifte sig och bildade familj i London, tjänstgjorde Christie på ett sjukhus i Devon under första världskriget, där hon tog hand om soldater som kom tillbaka från skyttegravarna. I början av sin författarkarriär refuserades Agatha Christie sex gånger i följd, men motgångarna vände när En dos stryknin, med Hercule Poirot, publicerades 1920. Under såväl första som andra världskriget arbetade Christie som apoteksassistent, under andra världskriget på University College Hospital i London och förvärvade då kunskap om de gifter som förekommer i flera av hennes romaner.
Agatha Christie är allmänt känd som ”Detektivromanernas drottning” och är tillsammans med Arthur Conan Doyle den författare som har format deckargenren mest. Hennes mest kända detektiver är den excentriske belgaren Hercule Poirot och den nyfikna äldre damen Miss Marple.
Christie var mycket produktiv och skrev totalt ett åttiotal titlar, inkluderat såväl romaner som novellsamlingar, ofta två eller tre per år. Trots att hon tyckte om att bryta traditionella mönster i sina deckare – hennes Dolken från Tunis är berömd för sitt överraskande slut – var hon mån om att alltid vara rättvis mot läsaren så att all information för att lösa gåtan finns tillgänglig innan förklaringen ges. 
Guinness rekordbok listar Christie som den mest sålda romanförfattaren genom tiderna. Hennes romaner har sålts i cirka 2 miljarder exemplar. Enligt Index Translationum är hon fortsatt den mest översatta författaren, efter att ha översatts till minst 103 språk. Och så var de bara en är Christies mest sålda roman, med hittills 100 miljoner sålda exemplar samt en av de bäst säljande böckerna genom tiderna. 
Christie skrev även flera framgångsrika teaterpjäser, där mordmysteriet Råttfällan innehar världsrekordet för den längst spelade pjäsen. Den hade premiär på Ambassadors Theatre i West End den 25 november 1952 och fram till ett avbrott efter den 16 mars 2020, på grund av covid-19 pandemin, spelades den oavbrutet i drygt 67 år och mer än 27 500 föreställningar. Efter pandemin har den fortsatt spelas, inklusive en turné för att fira dess 70-årsjubileum 2022. 
År 1955 var Christie den första mottagaren av Mystery Writers of Americas hedersutmärkelse, Grand Master Award. Senare samma år tilldelades  Åklagarens vittne Edgarpriset av MWA för bästa pjäs. År 2013 utsågs Dolken från Tunis till den bästa kriminalromanen någonsin av 600 kriminalförfattare i Crime Writers' Association. Den 15 september 2015, i samband med Christies 125-årsdag, utsågs Och så var de bara en till den främsta favorit Christie-boken i världen i en omröstning sponsrad av författarens dödsbo. De flesta av Agatha Christies böcker och noveller har adapterats i minst en version för TV, radio och mer än trettio spelfilmer har baserats på hennes verk.

## Biografi

### Bakgrund och tidiga år
Agatha Mary Clarissa Miller föddes i Torquay i Devon. Hon var den yngsta av tre syskon, hennes far var en amerikansk fondmäklare vid namn Frederick Alvah Miller (1846-1901) och hennes mor irländskfödda Clara Boehmer (1854-1926). Christie växte upp i England och skaffade aldrig amerikanskt medborgarskap.
Under första världskriget arbetade Christie på ett sjukhus och senare på ett apotek, där hon lärde sig om gifter; något som hon senare ofta skulle använda i sina böcker. Samtidigt började Agatha Christie att skriva som svar på en utmaning från hennes syster: ”skriv en kriminalhistoria som är olöslig”. Christies försök, En dos stryknin, som introducerade belgaren Hercule Poirot som detektiv, publicerades inte förrän 1920, men anses vara en klassiker i genren.
På det privata planet sammanträffade bokutgivningen i stort sett med att Christie fick sin enda dotter, Rosalind. Dottern föddes i ett olyckligt äktenskap, inlett 1914, med piloten överste Archibald Christie. Äktenskapet avslutades i samband med en annan milstolpe i Agatha Christies författarskap, den berömda Dolken från Tunis, skriven omkring 1925, som blev mycket omskriven. Överste Christie avslöjade för Agatha att han hade en otrohetsaffär med en annan kvinna i slutet av 1926 och två år senare fullföljde de skilsmässan.

### Försvinnandet och senare år
I december 1926 blev det stor uppståndelse i engelska pressen då Agatha Christie var spårlöst försvunnen. Hennes bil återfanns övergiven vid ett kalkbrott. Efter elva dagar återfanns hon på ett hotell i Harrogate, registrerad under sin makes nya kvinnas namn. Hon påstod sig ha tappat minnet på grund av ett nervöst sammanbrott orsakat av moderns död och det stormiga första äktenskapet. Än idag går åsikterna isär huruvida detta var ett publicitetstrick, en hämnd på maken eller en verklig minnesförlust, men Christie höll ända fram till sin död fast vid historien att hon tappat minnet. I Christies novell Mr Davenheim försvinner (finns med i boken Poirots små grå celler från 1924) säger Poirot följande om försvinnanden "Försvinnanden kan delas in i tre kategorier. Det första och vanligaste är det frivilliga försvinnandet. Det andra utgörs av fall av så kallad minnesförlust, en företeelse som är sällsynt men kan vara äkta." 1979 kom filmen Mysteriet Agatha som behandlade försvinnandet. 2018 kom en film till, Agathas gåta på samma tema med en fiktiv historia om vad hon gjorde då hon var försvunnen.

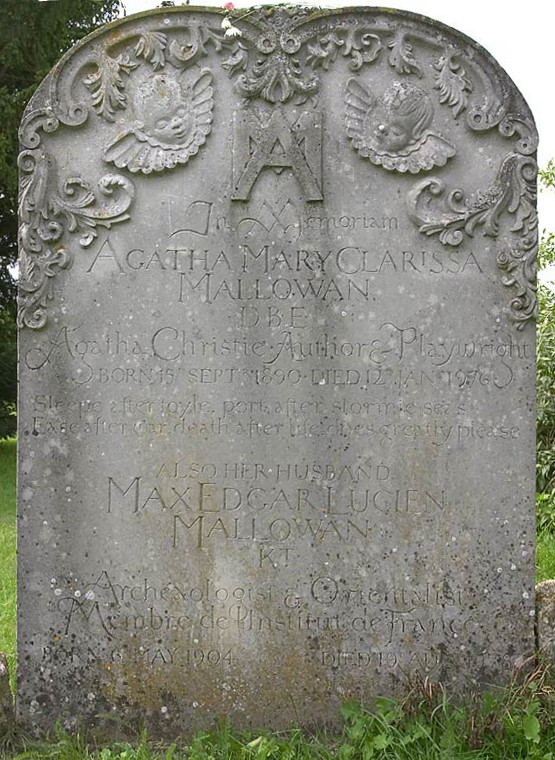
Christies gravvård

Några år efter försvinnandet mötte Agatha Christie Max Mallowan, en brittisk arkeolog som hade specialiserat sig på Mellanöstern. Mallowan var 14 år yngre än hon. Trots att han var katolik och hon var frånskild gifte de sig 1930. Som författare behöll hon namnet Agatha Christie, men privat kallades hon fru – sedermera lady – Mallowan. De flyttade och bodde i flera år i Bagdad i Irak, men gjorde även flera resor tillsammans till olika delar av världen, vilket gav henne material till flera av hennes böcker, till exempel Döden på Nilen och Mord i Mesopotamien. Deras äktenskap var lyckligt och varade ända till hennes död.
Christie adlades 1971 av den brittiska drottningen, och året efter förärades hon Svenska Deckarakademins Grand Master-diplom för lång och trogen tjänst.

### Död och eftermäle
Agatha Christie avled vid 85 års ålder den 12 januari 1976 efter en kortare förkylning i sitt hem, Winterbrook House, i Winterbrook nära Wallingford i Oxfordshire. Hon är begravd på Saint Marys kyrkogård i Cholsey i samma grevskap, en plats hon själv valt flera år tidigare. Christie efterlämnade sin andre make, Sir Max Mallowan (1904-1978), dottern Rosalind Christie Hicks (1919–2004) och barnbarnet Mathew T. Prichard (f. 1943). Max Mallowan gifte om sig 1977, men dog följande år, vid 74 års ålder. Han begravdes vid Agatha Christie Mallowans sida.
Året efter Christies död publicerades hennes självbiografi.
Christies enda barn Rosalind Hicks dog den 28 oktober 2004, också hon vid 85 års ålder. Numera går royaltypengarna till Christies enda barnbarn, dottersonen Mathew Prichard.

## Författarskap

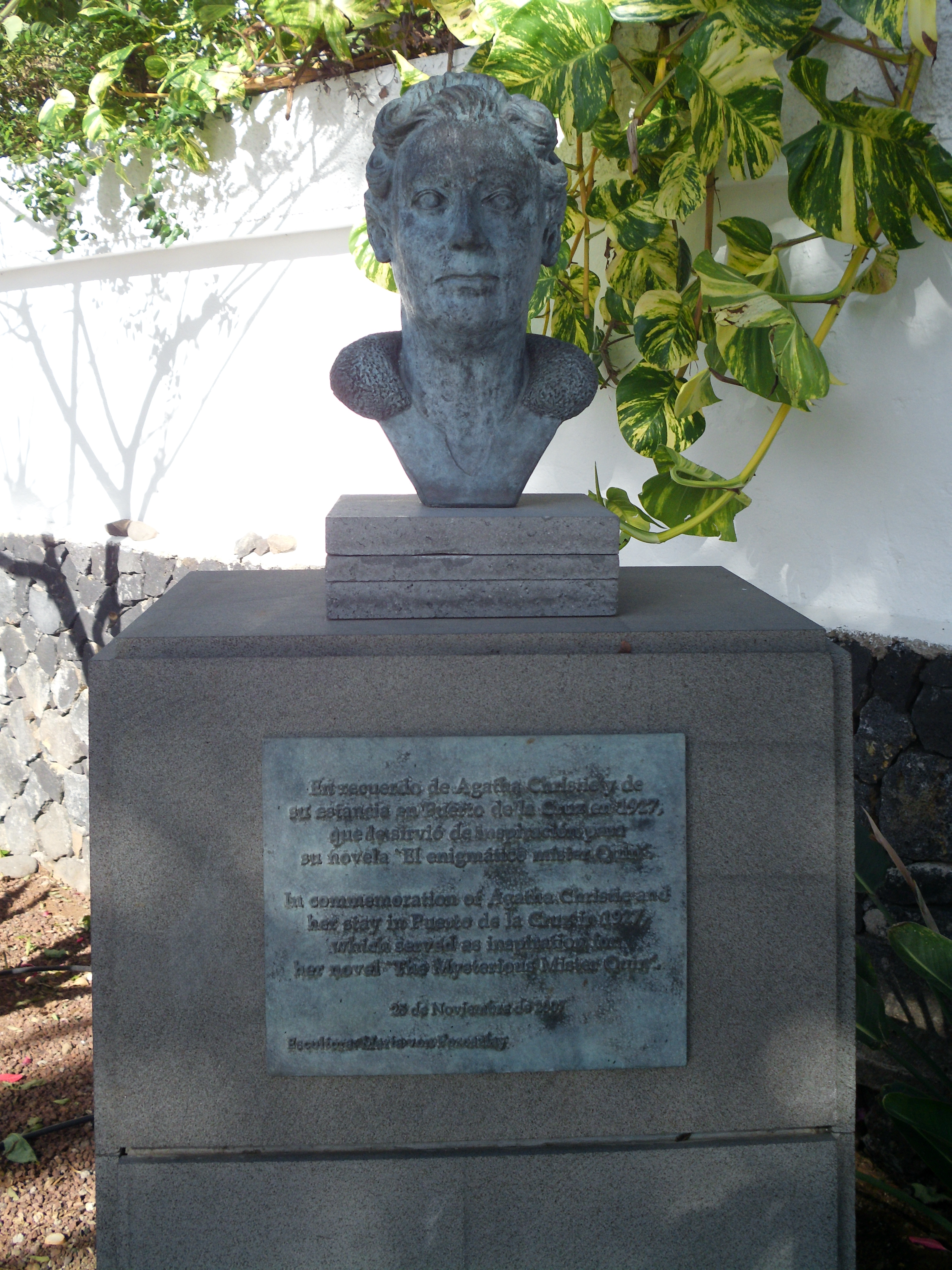
Byst av Agatha Christie i Puerto de la Cruz – ett minnesmärke för hennes besök 1927. Vid den här tiden började hon att skriva om miss Marple.

Christie är vid sidan av Conan Doyle den enda av deckarförfattarna från genrens guldålder som fortfarande lever kvar i medvetandet hos stora delar av befolkningen. Hennes popularitet beror på många olika faktorer. Två är oomtvistade: hennes produktivitet (hon skrev 84 mysterieromaner och dito novellsamlingar, femton deckarpjäser, sex romantiska romaner, två diktsamlingar, två memoarer och en barnbok) samt hennes långa karriär (från 1920 till 1976). Berättelsen om Christies framgång är dock mer komplicerad än så, och hon mötte inte samma kritik under hela sitt författarskap. 
Christies första bok blev väl mottagen, men inte någon bästsäljare. Hon följde upp den med ett antal spionromaner, spänningsromaner och spionsatirer, bland annat med paret Tommy och Tuppence som huvudpersoner, som visserligen var välskrivna, men aldrig heller rönte några större framgångar. Det visade sig snart att Christies styrka låg i deckargåtan och när hon återgick till Hercule Poirot som huvudperson i romanen Dolken från Tunis (1926) fick hon sin första framgång som författare. Eftersom boken innehöll ett berättargrepp som nästan var tabu inom deckargenren blev den mycket omskriven, och det ledde till höga försäljningssiffror. 
För att inte fastna med Poirot började hon omkring 1927 skriva om miss Marple. Marple var en figur som Christie trivdes bättre med än Poirot, och kvaliteten i berättelserna höjdes när hon hade hittat sina två huvuddetektiver. Hon skrev omväxlande om de två figurerna, även om hon också skrev några om mr Harley Quin, några om Parker Pyne, och några utan de vanliga rollfigurerna. 
Åren mellan 1934 och 1941 kallas ibland Christies guldålder (den sammanföll ganska väl med deckargenrens guldålder). Det är nu hon skriver ABC-morden, Mord i Mesopotamien och Och så var de bara en – böcker som betecknas som deckarklassiker. Den senare är med sina 115 miljoner sålda exemplar världens mest sålda deckare.
Efter guldåldern, under andra världskriget, fick Poirot vila ett tag, och miss Marple fick huvudrollen i ett antal romaner, till exempel Liket i biblioteket och Ett mord annonseras. När kriget var slut och Christie bodde mer permanent i Mellanöstern kom flera böcker med motiv från den regionen, såsom Slutet blir döden och En flicka kom till Bagdad (som är en återgång till hennes tidigare spionhistorier). Hennes berättelser från den perioden anses allmänt lite svagare, eftersom intrigerna inte håller lika hög klass. 
Några av de senare romanerna återgår dock till Christies vanliga standard, och till exempel Klockorna och Spegeln sprack från kant till kant kan mäta sig med hennes tidigare mästerverk.

### Stil och återkommande teman
De flesta av Christies romaner äger rum antingen i en högreståndsfamilj eller under en resa, något som skapar ett slutet sällskap med ett bestämt antal misstänkta när väl mordet sker. Morden som sker i högreståndsfamiljer utspelar sig oftast på engelska landsbygden. Christiekännaren Colin Watson menar att byarna är nästintill oskiljbara, och har därför myntat begreppet Mayhem Parva (engelska för lilla förödelsen) som ett samlingsnamn. Mayhem Parva är isolerad från resten av Europas politiska och samhälleliga förändringar och innehåller fler människor över medelåldern än under, inklusive ett stort antal präster och bridgespelare. Liksom Christie är de flesta invånarna för dödsstraffet och att bevara de sociala rollerna, mot den moderna kvinnan och för mycket känslor. 
Men byn i sig och figurerna i den är inte särskilt väl beskrivna, och det finns en tanke med det: genom att låta läsaren själv fylla i alla detaljer blir figurerna mer levande. Litteraturforskare såsom Robert Barnard menar att det är en av orsakerna till att Christie har blivit så populär; genom att inte presentera alltför unika figurer har läsarna kunnat anpassa figurerna efter verkliga personer i deras närhet – något som andra deckarförfattare, som enligt litteraturkritiker skrev bättre deckare, har misslyckats med. Detta är antagligen också en orsak till att Christie fortfarande kan läsas av vem som helst, hennes böcker är diffust tidlösa, trots att de uppenbarligen utspelar sig i en svunnen tid.
De allra flesta av Christies detektivromaner tillhör undergenren pusseldeckare, där tonvikten ligger på lösningen av ett mysterium (huvudsakligen vem som har begått ett mord, sällan något annat brott), snarare än på en realistisk skildring av en brottsutredning (som i procedur-deckaren). Hennes styrka ligger framför allt i de överraskande sluten, och det är bland annat hos Christie det engelska begreppet ”LLS” (least likely suspect, den minst misstänkte) introduceras, där mördaren kan visa sig vara en person som hittills betraktats som höjd ovan misstanke, till exempel en polis eller en person som läsaren redan trott vara död. Ingen av hennes två huvuddetektiver använder i någon större utsträckning teknisk bevisning (fingeravtryck, hårstrån och dylikt) för att lösa gåtorna.

### Böckerna under pseudonymen Mary Westmacott
Mellan 1930 och 1956 skrev Agatha Christie sex romantiska romaner under pseudonymen Mary Westmacott. De blev aldrig lika uppmärksammade som hennes övriga produktion. Alla har översatts till svenska; några under två olika titlar vardera:
- 1930 – Giant's Bread (Falskt ackord, översättning Karl G och Lilian Fredriksson, Deckarförlaget, 1992)[8]
- 1934 – Unfinished Portrait (Ofullbordat porträtt, översättning Karl G och Lilian Fredriksson, Deckarförlaget, 1992)
- 1944 – Absent in the Spring (Skild från dig i vårens dagar)
- 1948 – The Rose and the Yew Tree (Isabella / Rosen och tisteln)
- 1952 – A Daughter's a Daughter (Mor och dotter / Kärlekens offer)
- 1956 – The Burden (Bördan / Två systrar)

## Figurer

### Hercule Poirot

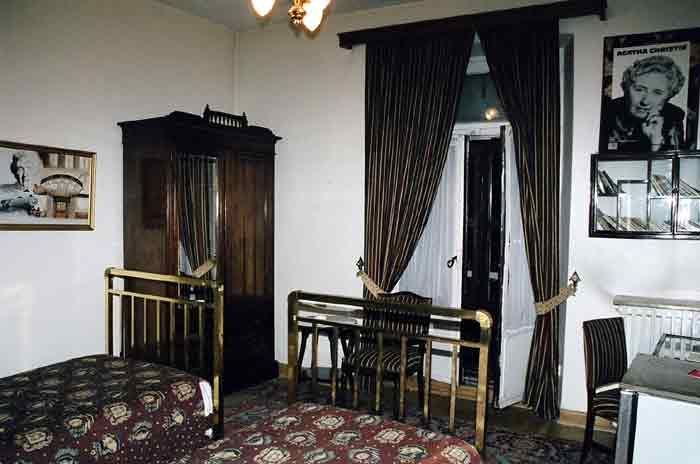
Rummet på det hotell i Istanbul i Turkiet där Christie skrev Mordet på Orientexpressen.

Hercule Poirot, den belgiske före detta polisen, numera privatdetektiven med den stiliga mustaschen och det stora egot var Christies första detektiv. Han åtföljs ofta av Chief Inspector James Japp, Captain Arthur Hastings (se nedan) och sekreteraren Miss Felicity Lemon. Sammanlagt figurerar han i nästan 35 av Christies böcker, trots att Christie i sin självbiografi och i flera intervjuer har sagt att hon tyckte att han var olidlig, och erkänt att hon begick många misstag när hon skapade honom, bland annat att hon gjorde honom så gammal redan i den första boken (ett misstag hon gjorde om i och med miss Marple), och att han fick vara belgisk, trots att hon inte kände till mycket om Belgien. Hercule Poirot själv är mycket noga med att påpeka att han är belgare och inte fransman.
Någon gång under 1940-talet skrev Christie boken Ridå – Hercule Poirots sista fall, som inte gavs ut förrän några månader före hennes död. Det har spekulerats kring huruvida Christie själv hade tänkt sluta skriva om Poirot mycket tidigare, men av förlaget och/eller läsarna övertalats att låta bli. Dessa spekulationer bekräftas i en intervju med barnbarnet Mathew Prichard, som säger att det var förlaget som tvingade Christie att fortsätta skriva om Poirot, då han var hennes mest inkomstbringande huvudperson. Christie själv ska enligt samma intervju ha varit mycket less på Poirot.

### Miss Jane Marple
Miss Marple, som är ännu äldre än Poirot, härstammar från den typiska Mayhem Parva-byn S:t Mary Mead, och är en ensamstående pimpinett liten dam, som ofta drar slutsatser baserade på liknande händelser från sin lilla hemby. Hon åtföljs då och då av Raymond West som är hennes systerson och den pensionerade polisen sir Henry Clithering. Miss Marple medverkar i arton av Christies böcker (varav tolv romaner), trots att Christie har hävdat att hon tyckte bättre om Marple än om Poirot.
Christie menar att hon byggde figuren på sin mormor, som var en vänlig själ men ”kände ondskan”.
Christie lät förlaget hålla en bok om miss Marple inlåst för att inte ges ut förrän efter hennes död. Orsaken härtill är okänd. Boken fick den svenska titeln Miss Marples sista fall.

### Kapten Arthur Hastings
Kapten Arthur Hastings är en god vän till Hercule Poirot (se ovan). Han medverkar i åtta romaner och ett stort antal noveller om Poirot och är i samtliga dessa berättelser den som berättar handlingen i jag-form. Han har med andra ord samma roll som doktor Watson i berättelserna om Sherlock Holmes – även ur den aspekten att han är ”den enfaldige vännen”, vars intellektuella tillkortakommanden står i bjärt kontrast till mästerdetektivens snille.

### Luke Fitzwilliam
Luke Fitzwilliam är en polis som har varit i Asien under några år och som återvänder till England. Han är huvudperson i Mord är lätt. Efter att han träffat en rar äldre dam som han senare får veta har blivit mördad söker han upp hennes hemby och försöker ta reda på hur detta har gått till. I en filmatiserad version spelas han av Bill Bixby.

### Tommy och Tuppence
Det äkta paret Tommy och Tuppence (egentligen Prudence) Beresford var Christies andra skapelse, efter Poirot. De debuterade i spionromanen Den hemlighetsfulle motståndaren från 1922 (då ännu ogifta) och medverkar sedan i ytterligare fyra böcker (varav en novellsamling), från 1929 till 1973, och är huvudsakligen en parodi på Herbert Jenkins’ numera ganska bortglömda berättelser om spionen som blev privatdetektiv, Malcolm Sage. Men flera av historierna i novellsamlingen Par i brott är gladlynta pastischer på bland andra R. Austin Freeman, Arthur Conan Doyle, G.K. Chesterton, Edgar Wallace, Baronessan Orczy och Christies egen Hercule Poirot.
Åren 1983-1984 blev ett flertal av novellerna filmade av brittisk TV i serien Agatha Christie's Partners in Crime med James Warwick och Francesca Annis som Tommy och Tuppence.

### Parker Pyne
Mr Parker Pyne är en av Christies mindre kända detektiver. Han förekommer endast i två novellsamlingar och utreder inte mord, utan föredrar att hjälpa folk att återfå lyckan, med hjälp av sin erfarenhet av statistik.
Hercule Poirots sekreterare, miss Felicity Lemon, var tidigare anställd av Parker Pyne.

### Harley Quin

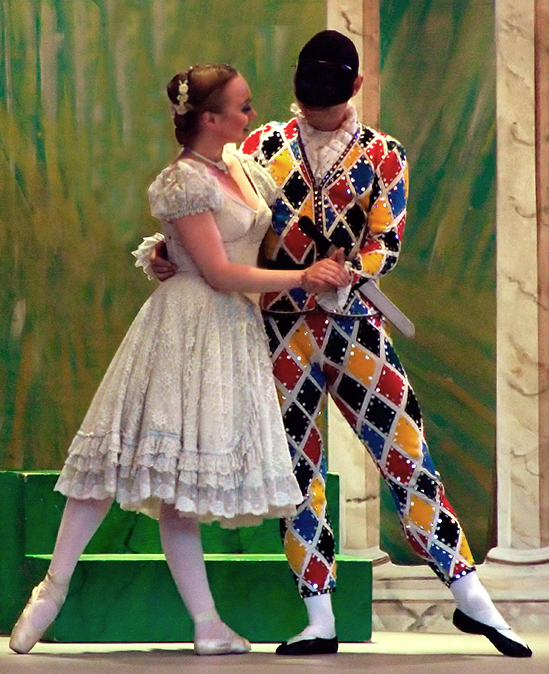
Harlekin, här tillsammans med sin dam Colombina, är en berömd commedia dell'arte-figur som bildade förebild till Agatha Christies Harley Quin.

Mr Harley Quin, som också bara förekommer i två novellsamlingar, är en mystisk figur, som delvis bygger på commedia dell'arte-figuren Harlekin. Han åtföljs av mr Satterthwaite, som vissa menar är Christies mest tydliga homosexuella rollfigur (det nämns dock att Satterthwaite var attraherad av kvinnor i unga år). Quins specialitet är att han är väldigt ”känslig” och går mer på övernaturliga vibrationer än på logik.
Berättelserna om Harley Quin är nästan lika mycket fantasy som deckare. Vissa gränsar snarare till romantiska draman och innehåller väldigt lite mysterieelement. Andra är inspirerade av G.K. Chestertons noveller om Fader Brown, som kretsar kring det övernaturliga.
Mr Satterthwaite medverkar även i romanen Tragedi i tre akter där han möter mästerdetektiven Hercule Poirot.

### Andra huvudrollsinnehavare
Andra romanfigurer som kommissarie Battle, överste Johnny Race (i bland annat Korten på bordet och Döden på Nilen) och deckarförfattaren Ariadne Oliver (ett genomskinligt självporträtt av Christie), som ständigt klagar över sin skapelse, den finske Sven Hjerson, dyker upp i flera romaner av Christie, ibland som huvudrollsinnehavare, men kanske främst som bifigurer.

### Romaner
- 1920 – The Mysterious Affair at Styles (En dos stryknin, översättning Eva Wahlenberg, Bonnier, 1929) [introducerade Hercule Poirot, Japp och Hastings]
- 1922 – The Secret Adversary (Den hemlighetsfulle motståndaren, översättning Karin Jensen, Wahlström & Widstrand, 1923) [introducerade Tommy och Tuppence]
- 1923 – The Murder on the Links (Vem var den skyldige?, översättning Karin Jensen, Wahlström & Widstrand, 1924)
- 1924 – The Man in the Brown Suit (Mannen i brunt, översättning Britte-Marie Bergström, Bonnier, 1987)
- 1925 – The Secret of Chimneys (Hemligheten på Chimneys, översättning Torsten Blomkvist, Bonnier, 1948)
- 1926 – The Murder of Roger Ackroyd (Hur gåtan löstes, översättning Märta Isberg, Hökerberg,1927; flera senare upplagor med titeln Dolken från Tunis. Nyöversättning, med titeln Dolken från Tunis av Gudrun Ullman, B. Wahlström, 1964)
- 1927 – The Big Four (De fyra, översättning Alice Thörnblad, Bonnier, 1929. Senare upplagor som De fyra stora)
- 1928 – The Mystery of the Blue Train (Mysteriet på Blå tåget, översättning Britte-Marie Bergström, Bonnier, 1977)
- 1929 – The Seven Dials Mystery (De sju urens mysterium, översättning Anna Warodell, Bonnier, 1930)
- 1930 – The Murder at the Vicarage (Mordet i prästgården, översättning Vanja Lantz, Bonnier, 1952) [introducerade Miss Marple]
- 1931 – The Sittaford Mystery (Mördande seans, översättning Britte-Marie Bergström, Bonnier, 1986)
- 1932 – Peril at End House (Badortsmysteriet, [förkortad] översättning, Bonnier, 1933; fullständig översättning av Anna Sandberg, Bonnier, 2002)
- 1933 – Lord Edgware Dies (Tretton vid bordet, översättning Ella Sandberg, Bonnier, 1935)
- 1934 – Murder on the Orient Express (Mordet på Orientexpressen, översättning Märta Isberg, Bonnier, 1936)
- 1935 – Three Act Tragedy (Tragedi i tre akter, översättning Einar Thermænius, Bonnier, 1937)
- 1935 – Why didn't they ask Evans? (Varför bad de inte Evans?, översättning Einar Thermænius, Bonnier, 1943)
- 1935 – Death in the Clouds (Den flygande döden, översättning Einar Thermaenius, Bonnier, 1936)
- 1936 – The A.B.C. Murders (ABC-morden, översättning Einar Thermænius, Bonnier, 1938)
- 1936 – Murder in Mesopotamia (Mord i Mesopotamien, översättning Einar Thermænius, Bonnier, 1939)
- 1936 – Cards on the Table (Korten på bordet, översättning Ella Sandberg, Bonnier, 1938)
- 1937 – Death on the Nile (Döden på Nilen, översättning Birgit Bæckström, Bonnier, 1938)
- 1937 – Dumb Witness (Det stumma vittnet, översättning Elsa och Mons Mossner, Bonnier, 1961)
- 1938 – Appointment with Death (Döden till mötes, översättning Einar Thermænius, Bonnier, 1939)
- 1939 – Ten Little Niggers (även utg. som Ten Little Indians och And Then There Were None – numera används enbart den sistnämnda titeln) (Tio små negerpojkar, översättning Einar Thermænius, Bonnier, 1940, även utgiven som Och så var de bara en, nyöversättning Helen Ljungmark, Bookmark, 2014)
- 1939 – Murder is Easy (även utg. som Easy to kill) (Mord är lätt, översättning Britte-Marie Bergström, Bonnier, 1970)
- 1939 – Hercule Poirot's Christmas (Hercule Poirots jul, översättning Torsten Blomkvist, Bonnier, 1957)
- 1939 – One, two, buckle my shoe (Skospännet, översättning Einar Thermænius, Bonnier, 1941)
- 1940 – Sad cypress (Samvetskval, översättning Einar Thermænius, Bonnier, 1940)
- 1941 – Evil under the Sun (Mord på ljusa dagen, översättning Birgit Bæckström, Bonnier, 1942)
- 1941 – N or M? (N eller M?, översättning Einar Thermænius, Bonnier, 1942)
- 1942 – The Body in the Library (Liket i biblioteket, översättning Einar Thermænius, Bonnier, 1944)
- 1942 – Five Little Pigs (Fem små grisar, översättning Britte-Marie Wendbladh, Bonnier, 1943)
- 1942 – The Moving Finger (Mord per korrespondens, översättning Einar Thermænius, Bonnier, 1944)
- 1944 – Towards Zero (Klockan K, översättning Einar Thermænius, Bonnier, 1945)
- 1944 – Sparkling Cyanide (Cyankalium och champagne, översättning Lisbeth och Louis Renner, Bonnier, 1946)
- 1945 – Death comes as the End (Slutet blir döden, översättning Britte-Marie Wendbladh, Bonnier, 1946)
- 1946 – The Hollow (Gropen, översättning Viveka Starfelt, Bonnier, 1947)
- 1948 – There is a Tide, också publicerad som Taken at the Flood (Högt vatten, översättning Britte-Marie Wendbladh, Bonnier, 1948)
- 1949 – Crooked House (Konstiga huset, översättning Lisbeth och Louis Renner, Bonnier, 1950)
- 1950 – A Murder is Announced (Ett mord annonseras, Britte-Marie och Sven Bergström, Bonnier, 1951)
- 1951 – They came to Baghdad (En flicka kom till Bagdad, översättning Birgitta Hammar, Bonnier, 1953)
- 1952 – They do it with mirrors (Trick med speglar, översättning Siri Thorngren-Olin, Bonnier, 1954)
- 1952 – Mrs McGinty's Dead (Mrs McGinty är död, översättning Britte-Marie Bergström, Bonnier, 1953)
- 1953 – A Pocket Full of Rye (En ficka full med råg, översättning Carl Sundell, Bonnier, 1954)
- 1953 – After the Funeral (Begravningar är farliga, översättning Torsten Blomkvist, Bonnier, 1955)
- 1955 – Hickory Dickory Dock (Hickory, dickory, dock, översättning Sven Bergström, Bonnier, 1956, även utgiven som Mord klockan fem)
- 1955 – Destination Unknown (Destination okänd, översättning Carl Sundell, Bonnier, 1956)
- 1956 – Dead Man's Folly (Död mans fåfänga, översättning Sven Bergström, Bonnier, 1957)
- 1957 – 4.50 from Paddington (4.50 från Paddington, översättning Britte-Marie Bergström, Bonnier, 1958)
- 1958 – Ordeal by Innocence (Prövad oskuld, översättning Elsa och Mons Mossner, Bonnier, 1959, även utgiven som Huset på udden, nyöversättning Helen Ljungmark, Bookmark, 2014)
- 1959 – Cat Among the Pigeons (Katt bland duvor, översättning Torsten Blomkvist, Bonnier, 1960)
- 1961 – The Pale Horse (Den gula hästen, översättning Sven Bergström, Bonnier, 1962)
- 1962 – The Mirror Crack'd from Side to Side (Spegeln sprack från kant till kant, översättning Roland Adlerberth, Bonnier, 1963)
- 1963 – The Clocks (Klockorna, översättning Torsten Blomkvist, Bonnier, 1964)
- 1964 – A Caribbean Mystery (Ett karibiskt mysterium, översättning Torsten Blomkvist, Bonnier, 1965)
- 1965 – At Bertram's Hotel (Bertrams hotell, översättning Torsten Blomkvist], Bonnier, 1966)
- 1966 – Third girl (Tredje flickan, översättning Torsten Blomkvist, Bonnier, 1967)
- 1967 – Endless Night (Oändlig natt, översättning Sven Bergström, Bonnier, 1968)
- 1968 – By the Pricking of my Thumbs (Ett sting i tummen, översättning Astrid Borger, Bonnier, 1969)
- 1969 – Hallowe'en Party (Mord på Allhelgonadagen, översättning Lena och Cai Melin, Bonnier, 1971)
- 1970 – Passenger to Frankfurt (Passagerare till Frankfurt, översättning Else Lundgren, Bonnier, 1972)
- 1971 – Nemesis (Nemesis, översättning Sonja Bergvall, Bonnier, 1973)
- 1972 – Elephants Can Remember (Långa skuggor, översättning Magnus K:son Lindberg, Bonnier, 1973)
- 1973 – Postern of Fate (Ödets port, översättning Britte-Marie Bergström, Bonnier, 1977)
- 1975 – Curtain (Ridå – Hercule Poirots sista fall, översättning Sonja Bergvall, Bonnier, 1976)
- 1976 – Sleeping Murder (Miss Marples sista fall, översättning Britte-Marie Bergström, Bonnier, 1977)
- 1998 – Black Coffee (Mörk brygd, översättning Niels Halkjær, Bonnier, 1999) (pjäs omarbetad till roman av Charles Osborn)
- 2001 – Den oväntade gästen (översättning Anna Sandberg, Bonnier, 2001) (pjäsen Den oväntade gästen omarbetad till roman av Charles Osborn)
- 2003 – Spider's Web (Spindelnätet, pjäs omarbetad till roman av Charles Osborn)

### Novellsamlingar
- 1924 – Poirot Investigates (Poirots små grå celler, översättning Sonja Bergvall) (11 noveller)
- 1929 – Partners in Crime (Par i brott, översättning Helen Ljungmark, Bookmark 2015) (ca 15 noveller)
- 1930 – The Mysterious Mr Quin (Den mystiske Mr Quin, översättning Ulla Berg, Bonnier, 1984) [12 noveller, introducerade Mr Harley Quin]
- 1932 – The Thirteen Problems (Miss Marples mysterier, översättning Britte-Marie Bergström, Bonnier, 1990) (13 noveller)
- 1933 – The Hound of Death (12 noveller med övernaturliga inslag, novellsamlingen ej översatt i sin helhet)
- 1934 – Parker Pyne Investigates (12 noveller, novellsamlingen ej översatt i sin helhet)
- 1934 – The Listerdale Mystery (12 noveller, novellsamlingen ej översatt i sin helhet)[b]
- 1937 – Murder in the Mews (Fyra längre noveller, samtliga finns översatta i olika antologier)
- 1947 – The Labours of Hercules (Herkules' storverk, översättning Britte-Marie Wendbladh, Bonnier, 1949)  (12 noveller med Hercule Poirot)
- 1960 – The Adventure of the Christmas Pudding (Äventyret med julpuddingen, översättning Elsa och Mons Mossner, Bonnier, 1961) (Fem noveller)
- 1974 – Poirot's Early Cases (18 noveller, ofullständigt översatt som Poirots problem, översättning Britte-Marie Bergström, Bonnier, 1990)

#### Svenska novellurval
- Hercule Poirot finner mördaren (novellen "The Under Dog") (översättning Allan Grandin, Romanförlaget, 1951)
- Damen med slöjan (The Veiled Lady) (översättning Veronica Schildt-Bendjelloul, Bonnier, 1977)
- Damen i den röda klänningen (Ur 13 clues for miss Marple och 13 for luck) (översättning Veronica Schildt-Bendjelloul, Bonniers juniorförlag, 1980)
- Flickan på tåget och andra mysterier (The Agatha Christie hour) (översättning Yngve Rydholm m.fl., Bonnier, 1982)
- Åklagarens vittne och andra noveller (urval, inledning och efterskrift av Jan Broberg, övers. av Sonja Bergvall, Bonnier, 1985)
- En bra kväll för mord: fem fall för Hercule Poirot (översättning Britte-Marie Bergström, (Bonnier, 1989)
- Gul iris och andra mysterier (Problem at Pollensa Bay and other stories) (översättning Britte-Marie Bergström, novellen "Gul iris" översatt av Sonja Bergvall, Bonnier, 1992)

### Övrig litteratur
- 1946 – Come, Tell Me How You Live (självbiografiskt)
- 1965 – Star over Bethlehem (Betlehems stjärna, översättning Brita Furhammar, Gummesson, 1966) (En stjärna över Betlehem, ny översättning, Margareta Murray-Nyman och Bertil Murray, Veritas Förlag, Stockholm 2019)
- 1977 – Agatha Christie: An Autobiography (Agatha Christie: En självbiografi, översättning Lilian Pokora-Kulinska, Bonnier, 1981)

### Böcker tillsammans med andra författare
- 1931 – The Floating Admiral skriven tillsammans med G. K. Chesterton, Dorothy L Sayers, Anthony Berkeley och några andra medlemmar av The Detection Club.

### Böcker skrivna under pseudonymen Mary Westmacott
(Svensk översättning av Karl G och Lilian Fredriksson, utgivna av Deckarförlaget 1992, om ej annat anges)
- 1930 – Giant's Bread (Falskt ackord)
- 1934 – Unfinished Portrait (Ofullbordat porträtt)
- 1944 – Absent in the Spring (Skilda åt i vårens tid) (Tidigare översättning: Skild från dig i vårens dagar: en kvinnas historia, översatt av Irmgard Pingel, Hökerberg, 1945)
- 1947 – The Rose and the Yew Tree (Rosen och tisteln) (Tidigare översättning: Isabella, översatt av Anna Rudebeck, Hökerberg, 1949)
- 1952 – A Daughter's a Daughter (Kärlekens offer, översättning Kristina Bauer-Göök och Karl G Fredriksson) (Tidigare översättning: Mor och dotter, översatt av Lennart Nyblom, Hökerberg, 1953)
- 1956 – The Burden (Två systrar, översättning Kristina Bauer-Göök och Karl G Fredriksson) (Tidigare översättning: Bördan, översatt av Ann Henning, Askild & Kärnekull, 1978)

### Pjäser
- 1928 – Alibi
- 1930 – Black Coffee
- 1936 – Love from a Stranger
- 1937 eller 1939 – A Daughter's a Daughter (aldrig uppsatt)
- 1940 – Badortsmysteriet
- 1943 – And Then There Were None/Ten Little Indians
- 1945 – Appointment With Death
- 1946 – Murder on the Nile/Hidden Horizon
- 1949 – Murder at the Vicarage
- 1951 – The Hollow
- 1952 – Råttfällan
- 1953 – Witness for the Prosecution
- 1954 – Spindelnätet
- 1956 – Towards Zero
- 1958 – Verdict
- 1958 – The Unexpected Guest
- 1960 – Go Back for Murder
- 1962 – Rule of Three
- 1972 – Fiddlers Three (från början skriven som Fiddler's Five, aldrig publicerad och den sista pjäsen hon skrev)
- 1973 – Akhnaton (skriven 1937)
- 1977 – Murder is Announced
- 1981 – Cards on the Table
- 1993 – Murder is Easy
- 2005 – And Then There Were None

### Radiopjäser
- 1937 The Yellow Iris
- 1947 Three Blind Mice
- 1948 Butter in a Lordly Dish
- 1960 Personal Call

### TV-pjäser
- 1937 Wasp's Nest

## Filmatiseringar
- 1928 Die Abenteurer G.m.b.H. (The Secret Adversary)
- 1928 The Passing of Mr. Quin
- 1931 Alibi
- 1931 Black Coffee
- 1934 Tretton vid bordet
- 1937 Love From a Stranger
- 1945 ...och sen var ingen kvar (And Then There Were None)
- 1947 Love From a Stranger
- 1957 Åklagarens vittne (Witness for the Prosecution)
- 1960 The Spider's Web
- 1962 4.50 från Paddington (Murder, She Said (baserad på romanen 4.50 från Paddington))
- 1963 Mord, sa hon (Murder at the Gallop (baserad på romanen Begravningar är farliga))
- 1964 Det är fult att mörda (Murder Most Foul (baserad på romanen Mrs. McGinty är död)
- 1964 Snusdosan (Murder Ahoy! (originalfilm, ej baserad på någon bok))
- 1965 Den mystiska blondinen (The Alphabet Murders (baserad på romanen ABC-morden))
- 1965 Ten Little Indians
- 1972 Oändlig natt (Endless Night)
- 1974 Mordet på Orientexpressen (Murder on the Orient Express)
- 1974 Tio små negerpojkar
- 1978 Döden på Nilen (Death on the Nile)
- 1980 Spegeln sprack från kant till kant (The Mirror Crack'd)
- 1982 Mord på ljusa dagen (Evil Under the Sun)
- 1984 Dödligt alibi (Ordeal by Innocence (baserad på romanen Prövad oskuld))
- 1988 Döden till mötes (Appointment with Death)
- 1989 Så var det ingen kvar (Ten Little Indians)
- 2017 Mordet på Orientexpressen (Murder on the Orient Express)
- 2022 Döden på Nilen (Death on the Nile)

### TV-produktioner
(med manus av andra författare)
- 1938 Love From a Stranger
- 1947 Love From a Stranger
- 1949 And Then There Were None/Ten Little Indians
- 1959 And Then There Were None/Ten Little Indians
- 1970 Murder at the Vicarage
- 1980 Why Didn't They Ask Evans?
- 1981 The Seven Dials Mystery
- 1982 The Spider's Web
- 1982 The Agatha Christie Hour
- 1982 Murder is Easy
- 1982 The Witness for the Prosecution
- 1983 The Secret Adversary
- 1983 Agatha Christie's Partners in Crime
- 1983 A Caribbean Mystery
- 1983 Sparkling Cyanide
- 1984 The Body in the Library
- 1985 Murder With Mirrors
- 1985 The Moving Finger
- 1985 A Murder is Announced
- 1985 A Pocket Full of Rye
- 1985 Thirten at Dinner
- 1986 Dead Man's Folly
- 1986 Murder in Three Acts
- 1986 Murder at the Vicarage
- 1987 Sleeping Murder
- 1987 At Bertram's Hotel
- 1987 Nemesis
- 1987 4.50 From Paddington
- 1989 The Man in the Brown Suit
- 1989 Agatha Christie's Poirot
- 1989 A Caribbean Mystery
- 1990 Peril at End House
- 1990 The Mysterious Affair at Styles
- 1991 They Do It With Mirrors
- 1992 The Mirror Crack'd from Side to Side
- 1994 Hercule Poirot's Christmas
- 1995 Murder on the Links
- 1995 Hickory Dickory Dock
- 1996 Dumb Witness
- 1996 The Pale Horse
- 2000 The Murder of Rodger Ackroyd
- 2000 Lord Edgware Dies
- 2001 Evil Under the Sun
- 2001 Murder on the Orient Express
- 2001 Murder in Mesopotamia
- 2003 Sparkling Cyanide
- 2004 Five Little Pigs
- 2004 Death on the Nile
- 2004 Sad Cypress
- 2004 The Hollow
- 2004 Marple
- 2004 The Body in the Library
- 2004 Murder at the Vicarage
- 2004 Appointment with Death
- 2005 A Murder is Announced
- 2005 The Mystery of the Blue Train
- 2005 Cards on the Table
- 2005 Sleeping Murder
- 2005 Taken at the Flood
- 2006 After the Funeral
- 2006 The Moving Finger
- 2006 By the Pricking of my Thumbs
- 2006 The Sittaford Mystery
- 2007 Hercule Poirot's Christmas (fransk film)
- 2007 Towards Zero
- 2007 Nemesis
- 2007 At Bertram's Hotel
- 2007 Ordeal by Innocence
- 2008 A Pocket Full of Rye
- 2008 Murder is Easy
- 2008 Why Didn't They Ask Evans?
- 2008 They Do It with Mirrors
- 2009 The Mirror Crack'd from Side to Side
- 2009 The Secret of Chimneys
- 2009 The Blue Geranium
- 2009 The Pale Horse
- 2015 And Then There Were None (Miniserie)
- 2015 Partners in Crime
- 2018 The ABC Murders (Miniserie)

## Datorspel
- 1988 The Scoop (utgivet av Spinnaker Software och Telarium) (PC)
- 2005 Agatha Christie: And Then There Were None (till PC och Wii år 2008).
- 2006 Agatha Christie: Murder on the Orient Express (till PC och Wii år 2009)
- 2007 Death on the Nile "I-Spy" (PC)
- 2007 Agatha Christie: Evil Under the Sun (till PC och Wii år 2008)
- 2008 Agatha Christie: Peril at End House "I-Spy" (PC)
- 2009 Agatha Christie: The ABC Murders (DS)

## Agatha Christie i fiktiva berättelser
- Dame Agatha är en av huvudpersonerna, tillsammans med Dorothy L. Sayers, i mordmysteriet Dorothy och Agatha av Gaylord Larsen.

- Boken Den förgiftade chokladasken av Anthony Berkeley innehåller figurer baserade på Christie, Sayers, John Dickson Carr och G.K. Chesterton.

- 2004 började det japanska TV-bolaget Nippon Housou Kyoukai sända en animeserie kallad Agatha Christie's Great Detectives Poirot and Marple, med bland annat Mabel West, dotter till miss Marples kriminalförfattande systerson Raymond West (en figur som Christie skapade), och hennes anka Oliver, som nya figurer.

- I Christies egen roman Liket i biblioteket skryter en av de inblandade i berättelsen med att han har fått Agatha Christies autograf, och i Christies novell Mannen som var nr 16 - ursprungligen i novellsamlingen som först utkom på svenska 2015 Par i brott, tidigare utgiven på svenska i antologin Åklagarens vittne och andra noveller - omnämns Hercule Poirot såsom en litterär figur.

## Priser och utmärkelser
- Grand Master-diplom 1972
- Nedslagskratern Christie på planeten Venus[10]